# Ángulo de Djian-Annonier
El ángulo de Djian-Annonier es el ángulo que se utiliza para la medición de la bóveda plantar. Sus valores normales se encuentran entre 115°-130°, ángulos mayores de 130° indicarían un pie plano y ángulos menores de 115° se podrían asociar a un pie cavo.
El diagnóstico del pie plano o pie cavo, no puede deducirse solamente por la medición de ángulos radiológicos, ya que, suelen tener alta variabilidad interobservador.

## Medición del ángulo Dijian-Annonier
La medición del ángulo de Djian-Annonier se realiza en radiografía del pie lateral en carga y se mide el ángulo formado por la línea que une el polo inferior del hueso sesamoideo interno y el punto más bajo de la articulación astragaloescafoidea y la línea que pasa por este último y el punto más bajo del calcáneo.